# Myrianida cognettii
Myrianida cognettii är en ringmaskart som först beskrevs av Çinar och Gambi 2005.  Myrianida cognettii ingår i släktet Myrianida och familjen Syllidae. Inga underarter finns listade i Catalogue of Life.